# Wilson Phillips
Le Wilson Phillips sono un gruppo musicale femminile statunitense della California.
Il trio è formato dalle sorelle Carnie Wilson e Wendy Wilson e da Chynna Phillips. Con il loro album di debutto omonimo, Wilson Phillips (1990), sono immediatamente diventate un trio d'interpreti apprezzato da pubblico e critica, con nomination ai Grammy e agli American Music Award.
Tutte tre i membri provengono da famiglie d'arte, le sorelle Wilson sono le figlie di Brian Wilson dei Beach Boys, mentre Chynna è figlia di John e Michelle Phillips, entrambi membri dei Mamas and Papas.
Il gruppo è visto anche come una sorta di prosecuzione della tradizione familiare nel mondo della musica delle rispettive famiglie delle tre componenti.

## Carriera

### Gli inizi

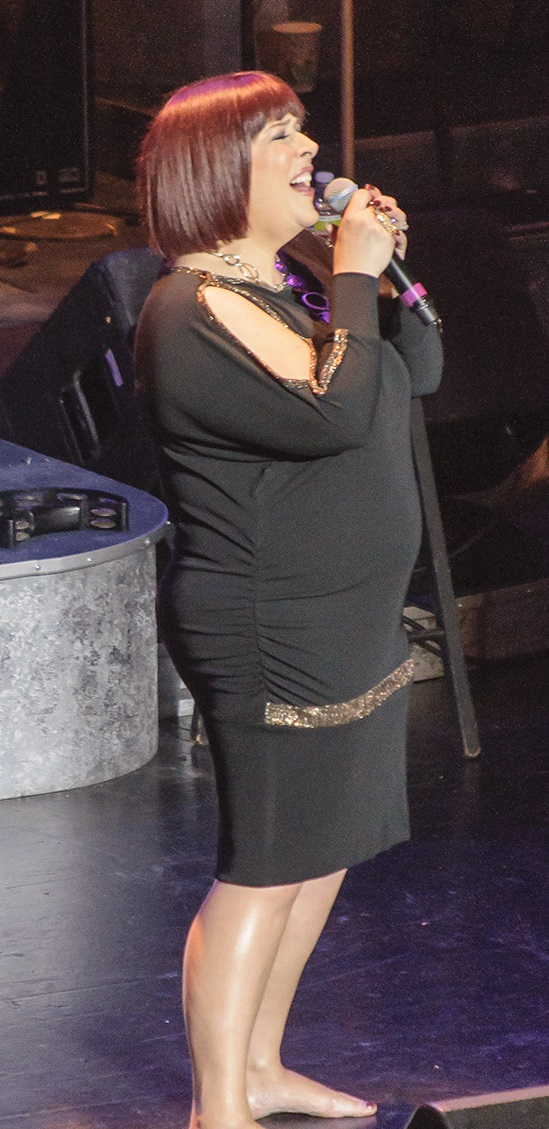
Carnie Wilson

Carnie e Wendy, amiche d'infanzia di Chynna, cresciute nella musica hanno da prestissimo imparato a comporre melodie e a scrivere testi musicali. Crescendo cominciano ad appassionarsi alla loro musica che crea ben presto un'armonia vocalmente originale. Nel 1989 il produttore Glen Ballard s'interessa al trio e riesce a far firmare alle ragazze un contratto discografico con la SBK Records, una divisione della EMI Music.
La prima canzone che viene prodotta per il disco di debutto è Release Me, dove la parte principale cantata è di Carnie ma viene in seguito valutato di non usare come primo singolo una ballata. A questo punto la scelta cade su Hold On, una canzone interpretata da Chynna decisamente pop che viene accolta con successo dal pubblico per la sua freschezza arrivando al numero 1 della classifica statunitense. Sempre nel 1990 esce anche il disco d'esordio, Wilson Phillips che venderà circa 10 milioni di copie grazie anche ai quattro singoli successivi: Release Me scelta come secondo singolo e altra numero 1, Impulsive interpretata principalmente da Wendy, l'ennesima numero 1 You're In Love e The Dream is Still Alive che viene pubblicata nel 1991. Il gruppo, che debutta con successo anche in Europa e Giappone, intraprende un tour promozionale che diventa un successo.

### Shadows and Light

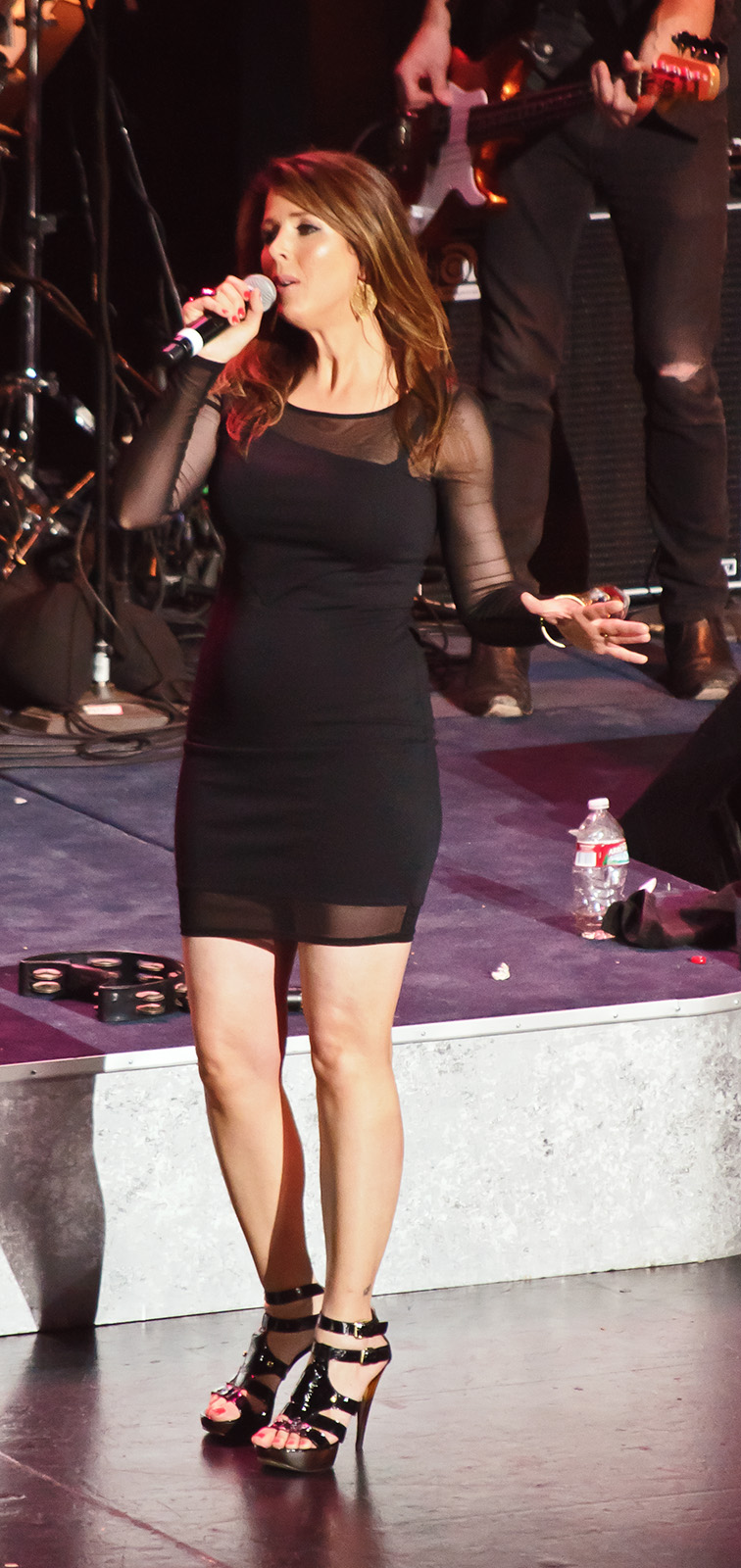
Wendy Wilson

Nella primavera del 1992 arriva alle radio americane il singolo You Won't See Me Cry, che segna una svolta nel gruppo femminile. Con il video, girato da un giovanissimo Michael Bay, è più evidente l'evoluzione delle ragazze che vogliono prendere le distanze dalla loro immagine "west coast acqua e sapone" dell'esordio diventando sexy e più mature. Ancora con Glen Ballard pubblicano poche settimane dopo il secondo album intitolato Shadows and Light. Il disco seppur più elaborato e completo non convince i fan del trio e anche dopo la pubblicazione del secondo singolo Give It Up, più vicino alla musicalità del primo album, non diventa un successo. Alla fine dell'anno Chynna annuncia il desiderio di dedicarsi ad un progetto solista e il gruppo si scioglie. Il loro ultimo singolo è la struggente ballata Flesh and Blood, dedicata al padre di Carnie e Wendy.

### Progetti solisti

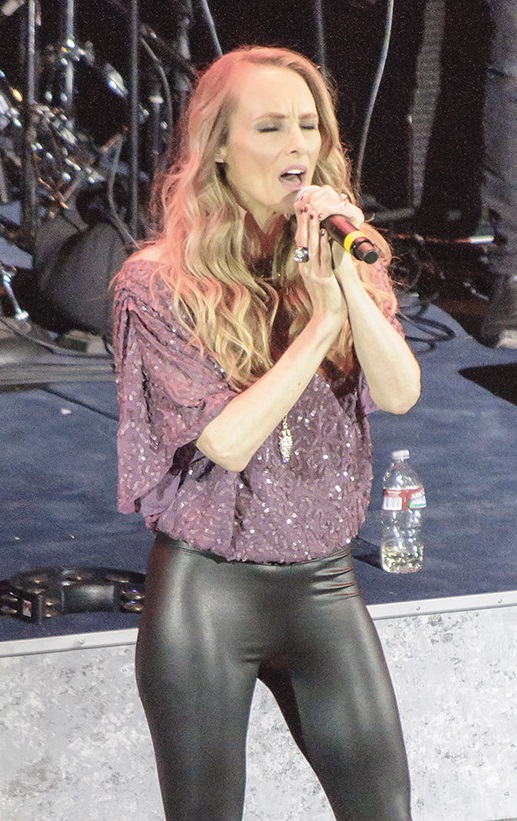
Chynna Phillips

Se alla fine del 1993 Carnie e Wendy Wilson realizzano Hey Santa!, un album di canzoni natalizie, nel 1995 Chynna Phillips pubblica il disco Naked and Sacred sempre con la collaborazione di Glen Ballard. Sempre Chynna successivamente si sposa con l'attore William Baldwin, mentre Carnie e Wendy mandano alle stampe l'album The Wilsons nel 1997. Tutti questi progetti escono solo per il mercato americano e con minor fortuna dei dischi precedenti. Carnie affianca a quella di cantante anche la carriera di conduttrice televisiva presentando un talk show e in seguito sottoponendosi ad un'operazione per perdere peso. L'intervento andrà a buon fine trasformando completamente il suo fisico. Racconterà il percorso anche in un libro, best seller in America, intitolato Gut Feelings: From Fear And Despair To Health And Hope.

### Greatest Hitse riunione
Nel 2000 viene pubblicato a 10 anni di distanza dal debutto una raccolta celebrativa intitolata semplicemente Greatest Hits che comprende la canzone Daniel, cover di Elton John tratta dal disco tributo Two Rooms, uscito nel 1991 per la Polydor Records. Il 29 marzo 2001 tutte e tre si riuniscono nel Radio City Music Hall di New York per cantare la canzone dei Beach Boys You're So Good To Me nello spettacolo di tributo a Brian Wilson. Nel 2004 il gruppo si riunisce e pubblica il disco di cover California, preceduto dal singolo Go Your Own Way originariamente dei Fleetwood Mac. Il disco non si avvale di un'adeguata promozione e non viene stampato fuori dagli Stati Uniti. Nel 2006, in seguito alla sua gravidanza, Carnie pubblica un disco per i bebè dal titolo A Mother's Gift: Lullabies from the Heart, mentre alla fine del 2007 manda alle stampe un nuovo album natalizio dal titolo Christmas with Carnie. Nel 2010, dopo un tour estivo per celebrare i 20 anni dalla pubblicazione del primo album, il trio si riunisce per pubblicare un disco natalizio dal titolo Christmas in Harmony.

## Discografia

### Album in studio
- 1990 – Wilson Phillips
- 1992 – Shadows and Light
- 2004 – California
- 2010 – Christmas in Harmony
- 2012 – Dedicated

### Raccolte
- 1998 – The Best of Wilson Phillips
- 2000 – Greatest Hits

### Singoli
- 1990 – Hold On
- 1990 – Release Me
- 1990 – Impulsive
- 1991 – You're in Love
- 1991 – The Dream Is Still Alive
- 1991 – Daniel
- 1992 – You Won't See Me Cry
- 1992 – Give It Up
- 1992 – Flesh and Blood
- 2004 – Go Your Own Way
- 2004 – Already Gone
- 2004 – Get Together
- 2010 – I Wish It Could Be Christmas Every Day
- 2012 – Good Vibrations

## Riconoscimenti
- 1990 – Grammy Award

Nomination per la canzone dell'anno (Hold On)
- 1990 – Grammy Award

Nomination per il disco dell'anno (Wilson Phillips)
- 1990 – Grammy Award

Nomination per il Miglior Nuovo Artista
- 1990 – Grammy Award

Nomination per il Miglior Gruppo
- 1990 – American Music Award

Nomination per il Miglior Singolo Pop/Rock (Hold On)
- 1990 – American Music Award

Nomination Per il Miglior Nuovo Artista - Pop/Rock
- 1990 – Billboard

Music Award per il Hot 100 Singolo dell'anno (Hold On)
- 1991 – Grammy Award

Nomination per la Miglior Performance Pop di un gruppo (You're in Love)